# J. Lee Thompson
John Lee Thompson (Bristol, Inglaterra, Reino Unido - 1 de agosto de 1914 — Sooke, Colúmbia Britânica, Canadá - 30 de agosto de 2002) foi um realizador (diretor) inglês mais conhecido por seus trabalhos em Os Canhões de Navarone (1961), A Conquista do Planeta dos Macacos (1972) e A Batalha do Planeta dos Macacos (1973).

## Filmografia
- 1989 - Kinjite: Forbidden subjects
- 1988 - Messenger of Death
- 1987 - Death of wish 4: The Crackdown
- 1986 - Firewalker
- 1986 - Murphy's Law
- 1985 - King Solomon's Mines (1985)
- 1984 - The Ambassador
- 1984 - The Evil That Men Do
- 1983 - 10 to Midnight
- 1981 - Code Red (TV)
- 1981 - Happy Birthday to Me
- 1980 - Caboblanco
- 1979 - The Passage
- 1978 - The Greek Tycoon
- 1977 - The White Buffalo
- 1976 - St. Ives
- 1976 - Widow
- 1975 - The Blue Knight (TV)
- 1975 - The Reincarnation of Peter Proud
- 1974 - Huckleberry Finn (filme)
- 1973 - Battle for the Planet of the Apes
- 1972 - A Great American Tragedy (TV)
- 1972 - Conquest of the Planet of the Apes
- 1970 - Country Dance
- 1969 - The Chairman
- 1969 - Before Winter Comes
- 1969 - Mackenna's Gold
- 1968 - Sob o Sol da África
- 1967 - Eye of the Devil
- 1965 - Return from the Ashes
- 1965 - John Goldfarb, Please Come Home!
- 1964 - What a Way to Go!
- 1963 - Kings of the Sun
- 1962 - Taras Bulba
- 1962 - Cape Fear
- 1961 - The Guns of Navarone
- 1960 - I Aim at the Stars
- 1959 - Tiger Bay
- 1959 - No Trees in The Street
- 1959 - North West Frontier
- 1958 - Ice-cold in Alex
- 1957 - Woman in A Dressing Gown
- 1957 - The Good Companions
- 1956 - Yield to The Night
- 1955 - An Alligator Named Daisy
- 1955 - As long as they're happy
- 1954 - The Weak and The Wicked
- 1954 - For Better, for Worse
- 1953 - The Yellow Balloon
- 1950 - Murder Without Crime

## Prémios e nomeações
- Recebeu uma nomeação ao Óscar de Melhor Realizador, por "The Guns of Navarone" (1961).
- Recebeu duas nomeações ao BAFTA de Melhor Filme, por "Tiger bay" (1959) e "North west frontier" (1959).
- Recebeu duas nomeações ao BAFTA de Melhor Filme Britânico, por "Tiger bay" (1959) e "North west frontier" (1959).
- Ganhou duas vezes o Prémio FIPRESCI no Festival de Berlim, por "Woman in a dressing gown" (1957) e "Sob o Sol da África" (1968).
- Ganhou o Prémio OCIC - Menção Especial no Festival de Berlim, por "Woman in a dressing gown" (1957).